# Eurytoma ampelodesmae
Eurytoma ampelodesmae är en stekelart som först beskrevs av Gennaro Viggiani 1967.  Eurytoma ampelodesmae ingår i släktet Eurytoma och familjen kragglanssteklar. Inga underarter finns listade i Catalogue of Life.